# Indosidama moila
Genre
Espèce
Indosidama moila, unique représentant du genre Indosidama, est une espèce d'opilions laniatores de la famille des Assamiidae.

## Distribution
Cette espèce est endémique d'Uttarakhand en Inde. Elle se rencontre à Chakrata et Bodhyar dans des grottes.

## Description
Le mâle syntype mesure 3,5 mm.

## Publication originale
- Turk, 1945 : « New opilionids (Laniatores) from Indian Caves. » Annals and Magazine of Natural History, sér. 11, vol. 12, p. 202–207.